# Василевский, Вадим
Вади́м Василе́вский  (латыш. Vadims Vasiļevskis, род. 5 января 1982, Рига) — латвийский метатель копья, серебряный призёр летних Олимпийских игр 2004 года в Афинах, победитель Универсиады 2007 года в Бангкоке. Свой лучший результат — 90,73 метра — показал 22 июля 2007 года в Таллине (этот результат является 10-м за всю историю соревнований в метании копья).

## Карьера
Василевский дебютировал в международных соревнованиях в 2000 году на молодёжном чемпионате мира в Сантьяго, где он не дошёл до финальных соревнований.
Настоящая известность пришла к нему после Олимпийских игр в Афинах в 2004 году, на которых он, показав результат 84 метра 95 сантиметров, сенсационно завоевал олимпийское серебро, проиграв только норвежцу Андреасу Торкильдсену и опередив завоевавшего бронзу Сергея Макарова. После неудачного выступления на чемпионате мира в Хельсинки в 2005 году, где он не смог квалифицироваться в финальный раунд, и четвёртого места на чемпионате Европы в Гётеборге в 2006 году, он победил на летней Универсиаде в Бангкоке в 2007 году.
В 2008 году Василевский был знаменосцем Латвии на церемонии открытия летних Олимпийских игр в Пекине. На самих Играх Василевский вновь выступил неудачно, показав в финале лишь девятый результат (81,32 м).